# Michail Prisjvin
Michail Michajlovitj Prisjvin (ryska: Михаил Михайлович Пришвин), född 4 februari (23 januari enligt g.s.) 1873 i Guvernementet Orjol, Kejsardömet Ryssland, död 16 januari 1954, var en rysk/sovjetisk författare.
Hans bok Livets rot (Zjensjen, 1933) finns utgiven på svenska i fyra upplagor mellan 1956 och 2015.
Asteroiden 9539 Prishvin är uppkallad efter honom.